# Lista över ledamöter av Sveriges riksdags andra kammare 1903–1905

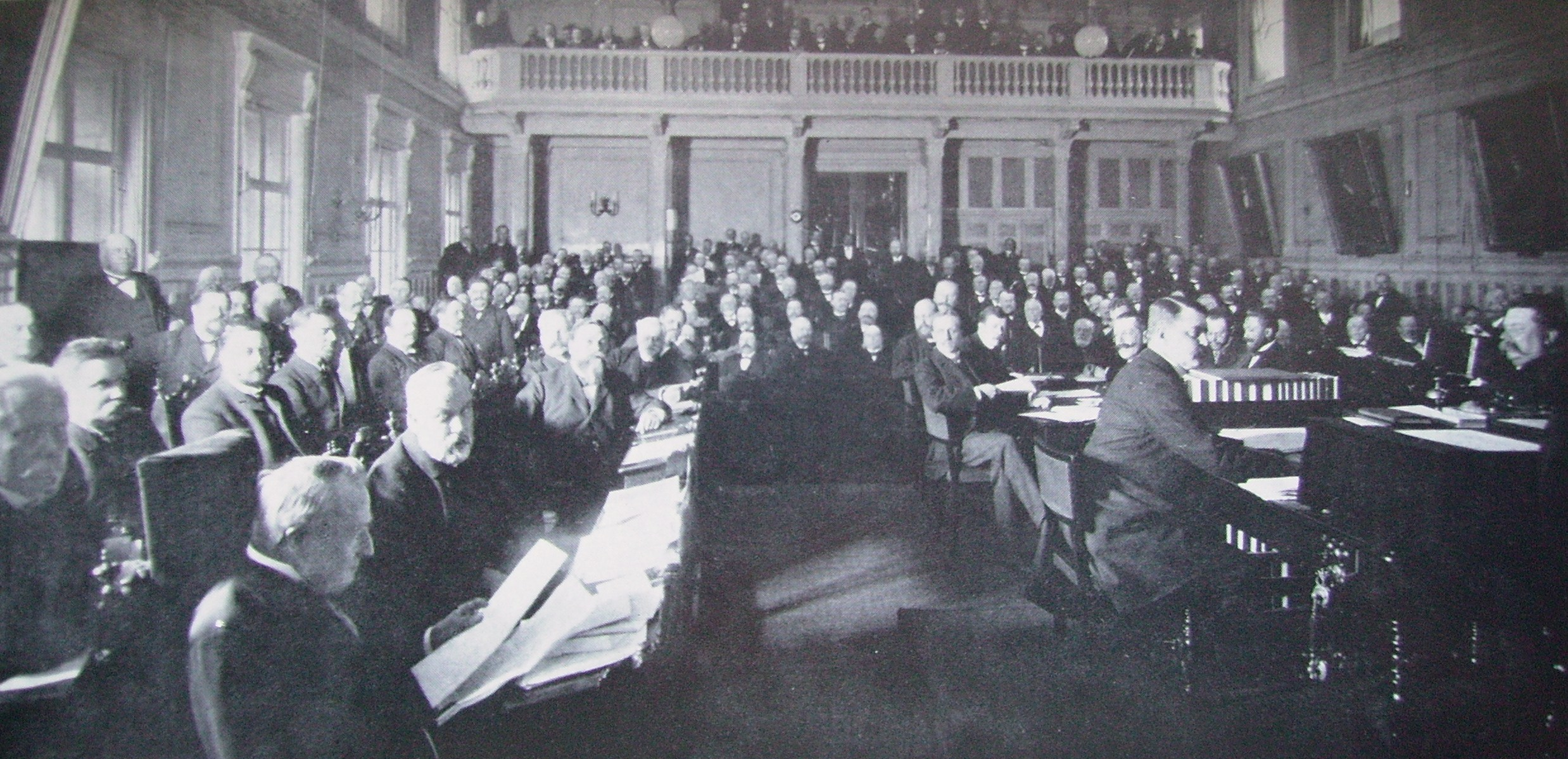
Session i andra kammaren år 1904.

Lista över ledamöter av Sveriges riksdags andra kammare 1903–1905.
Yrkestiteln anger ledamöternas huvudsakliga sysselsättning. Riksdagsarbetet var vid den här tiden inget heltidsarbete. I de fall ledamoten saknar egen sida har födelseår skrivits ut. Även valkrets anges.

## Stockholms stad

### Första valkretsen
(Nikolai och Katarina församlingar)
- Curt Wallis, e. o. professor, f. 1845
- Fridtjuv Berg, fil.dr, folkskollärare, f. 1851
- Martin Filip Nyström, telegrafkommissarie, f. 1845
- Gustaf Oskar Wallenberg, kapten, f. 1863

### Andra valkretsen
(Klara, Jakobs och Johannes församlingar)
- Henrik Fredholm, civilingenjör, f. 1838
- Sixten von Friesen, lektor, bankofullmäktig
- Carl Albert Lindhagen, revisionssekreterare, f. 1860
- Oskar Eklund, boktryckare, f. 1861

### Tredje valkretsen
(Adolf Fredriks, Gustaf Vasa och Matteus församlingar samt östra delen av Ulrika Eleonora församling)
- Sven Adolf Hedin, fil kand, skriftställare (död 1905 och i fyllnadsval ersatt av Ernst Blomberg)
- Emil Hammarlund, direktör, f. 1853
- Jakob Byström, redaktör, f. 1857
- Karl Staaff, advokat
- Edvard Otto Vilhelm Wavrinsky, försäkringsdirektör, f. 1848

### Fjärde valkretsen
(Hedvig Eleonora, Engelbrekts och Oscars församlingar)
- Theodor Nordström, generaldirektör, f. 1843
- Edvard von Krusenstjerna, generalpostdirektör
- Gerhard Jacob De Geer, professor, f. 1858
- Victor Ludvig Moll, kamrerare, f. 1858
- Svante Natt och Dag, kapten vid flottan, f. 1861

### Femte valkretsen
(Maria samt västra delen af Ulrika Eleonora församling)
- Magnus Mauritz Höjer, f.d. lektor, f. 1840
- David Bergström, fil dr
- John Olsson, advokat, f. 1858
- Karl Hjalmar Branting, redaktör, f. 1860

## Stockholms län
- Carl Sandquist, hemmansägare, f. 1841, för Norra Roslags domsaga
- Erik Åkerlund, godsägare, f. 1853, för Mellersta Roslags domsaga
- Ernst Beckman, direktör, f. 1850, för Södra Roslags domsaga
- Wilhelm Lundin, godsägare, f. 1846, för Stockholms läns västra domsaga
- Richard August Wavrinsky, medicinalråd, f. 1852, för Södertörns domsaga
- Jakob Pettersson, borgmästare, f. 1866, för Södertälje, Norrtälje, Östhammar, Öregrund, Sigtuna och Vaxholm

## Uppsala län
- Johan Eric Ericsson, hemmansägare, f. 1837, för Norunda och Örbyhus härad
- Arvid Reuterskiöld, bruksägare, f. 1866
- Carl Robert Höök, godsägare, f. 1867
- Lars Mallmin i Gran, lantbrukare, f. 1843, för Uppsala läns södra domsaga
- Harald Hjärne, professor, f. 1848, för Uppsala

## Södermanlands län
- Fredric Pettersson i Tjärsta, arrendator, f. 1837
- Ernst Lindblad, tf. domänintendent, f. 1857, för Rönö, Hölebo och Daga härad
- Carl Carlsson Bonde, friherre, överstekammarjunkare, f. 1850, för Oppunda härad
- Gösta Tamm, hovstallmästare, f. 1866
- Wilhelm Johansson i Öja, folkskollärare, f. 1843, för Väster- och Öster-Rekarne härad
- Knut Almquist, godsägare, f. 1863, för Åkers och Selebo härad
- Johan Widén, landssekreterare, f. 1856, för Nyköping, Torshälla, Strängnäs, Mariefred och Trosa
- Gustaf Österberg, boktryckerifaktor, f. 1864

## Östergötlands län
- Carl Johansson i Berga, hemmansägare, f. 1852, för Kinda och Ydre domsaga
- Wilhelm Andersson i Bråborg, arrendator, f. 1849, för Björkekinds, Östkinds, Lösings, Bråbo och Memmings domsaga
- Carl Burén, bruksägare, f. 1861
- Carl Jonsson i Skog, lantbrukare, f. 1845, för Åkerbo, Bankekinds och Hanekinds domsaga
- Carl Gustafsson i Mjölby, disponent, f. 1862, för Vifolka, Valkebo och Gullbergs domsaga
- Axel Ekman, för Finspånga läns härads domsaga
- Carl Jakob Jakobson i Karlshult, hemmansägare, f. 1839
- August Henricson, lantbrukare, f. 1839, för Hammarkinds och Skärkinds domsaga
- Anders Sterner, läroverksadjunkt, f. 1843 i Svensköp, för Linköping
- Theodor Zetterstrand, rådman, f. 1852, för Norrköping.
- Frans Johan Axel Swartling, disponent, f. 1840, för Norrköping.
- Conrad Vahlquist, regementsläkare, f. 1856, för Vadstena, Skeninge, Söderköping, Motala och Gränna

## Jönköpings län
- Johan Sjöberg i Bodaryd, lantbrukare, f. 1837, för Västra härads domsaga
- Carl August Danielsson, lantbrukare, f. 1838, för Östra härads domsaga
- Wilhelm Bengtsson, lantbrukare, f. 1841, för Östbo härad
- Gustaf Hazén, kontr. prost, f. 1849, för Västbo härad
- Erik Räf, disponent, f. 1858, för Tveta härad
- Carl Johansson i Avlösa, hemmansägare, f. 1851, för Vista och Mo härad
- Johan August Jonsson i Hökhult, lantbrukare, f. 1851, för Norra och Södra Vedbo domsaga
- Robert Johansson, folkskolinspektör, f. 1862, för Jönköping

## Kronobergs län
- Jonas Eriksson i Lindehult, lantbrukare, f. 1848, för Uppvidinge härad
- Johan August Sjö i Linneryd, lantbrukare, f. 1839, för Konga härad
- Carl Petersson i Dänningelanda, lantbrukare, f. 1839, för Mellersta Värends domsaga
- Magnus Andersson i Löfhult, hemmansägare, f. 1833, för Västra Värends domsagas valkrets.
- Otto Magnusson i Tumhult, lantbrukare, f. 1864, för Sunnerbo domsagas östra valkrets
- Johan Persson i Hult, hemmansägare, f. 1849, för Sunnerbo domsagas västra valkrets
- Klas Hugo Bergendahl, borgmästare, f. 1851, för Växjö

## Kalmar län
- Sven Magnus Petersson i Snällebo, lantbrukare, f. 1843, för Norra Tjusts härad
- Otto Redelius, kontr. prost, f. 1835, för Södra Tjusts härad
- Anders Peter Risberg, kyrkoherde, f. 1852, för Aspelands och Handbörds domsaga
- Åke Hugo Hammarskjöld, arkitekt, f. 1845, för Sevede och Tunaläns domsaga
- Per Olof Lundell, lantbrukare, f. 1849, för Norra Möre och Stranda domsaga
- Carl Carlsson, hemmansägare, f. 1845, för Södra Möre domsagas västra valkrets
- Per Alfred Petersson i Påboda, lantbrukare, f. 1860, för Södra Möre domsagas östra valkrets
- Adolf Johansson i Möllstorp, lantbrukare, f. 1848, för Ölands domsaga
- Adolph Fagerlund, landshövding, f. 1842
- Axel Lund, läroverksadjunkt, f. 1839
- Bertrand Lindgren, borgmästare, f. 1841, för Oskarshamn, Vimmerby och Borgholm

## Gotlands län
- Nils Broander, lantbrukare, f. 1868, för Södra domsagan
- Karl Laurentius Johan Larsson, lantbrukare, f. 1854, för Norra domsagan
- Knut Henning Gezelius von Schéele, biskop, f. 1838, för Visby

## Blekinge län
- Nils Jönsson i Gammalstorp, hemmansägare, f. 1844, för Listers domsaga
- Pehr Pehrson i Törneryd, hemmansägare, f. 1845, för Bräkne domsaga
- Sven Arnoldsson i Rödeby, lantbrukare, f. 1843 (avled 1904)
- Axel Lindvall, lantbrukare, f. 1852, för Medelstads domsaga
- Gustaf Roos, landssekreterare, f. 1859, för Karlskrona
- Ernst Meyer, statsråd, f. 1847, för Karlshamn, Sölvesborg och Ronneby

## Kristianstads län
- Esbjörn Persson, hemmansägare, f. 1849, för Ingelstads och Järrestads domsaga
- Anders Jönsson i Yngsjö, för Villands härad.
- Per Jönsson i Färeköp, landstingsman, f. 1845
- Nils Svensson i Olseröd, hemmansägare, f. 1844, för Gärds och Albo domsaga
- Fredrik Barnekow, friherre, godsägare, f. 1839, för Västra Göinge domsaga
- Per Nilsson i Bonarp, hemmansägare, f. 1865, för Norra Åsbo domsaga
- Olof Persson i Killebäckstorp, landstingsman, f. 1839, för Södra Åsbo och Bjäre domsaga
- Carl Ljunggren, v.konsul, f. 1858, för Kristianstad

## Malmöhus län
- Mårten Dahn, hemmansägare, f. 1849
- Nils Andersson i Pettersborg, lantbrukare, f. 1847, för Skytts härad
- Nils Nilsson i Skärhus, hemmansägare, f. 1841, för Färs domsaga
- Carl Axel Trolle, godsägare, f. 1862
- Jöns Andersson, lantbrukare, f. 1838, för Rönnebergs och Harjagers härad
- Ivar Månsson i Trää, hemmansägare, för Onsjö härad
- Christian Olsson i Viken, godsägare, f. 1859
- Gustaf Broomé, folkskollärare, f. 1853, för Luggude domsagas södra valkrets
- Pehr Pehrsson i Åkarp, lantbrukare, f. 1853, för Bara härad
- Nils Åkesson i Södra Sandby, lantbrukare, f. 1836
- Hans Andersson i Nöbbelöf, lantbrukare, f. 1848, för Vemmenhögs, Ljunits och Herrestads domsaga
- Robert Darin, lektor, f. 1843
- Anders Thylander, folkskollärare, f. 1846, för Malmö
- Nils Persson i Malmö, murare, f. 1865, för Malmö
- Cornelius Faxe, handlande, f. 1847
- Jacob Timoteus Larsson, v. häradshövding, f. 1851, för Lund
- Oscar Trapp, direktör, f. 1847
- Hans Pantzarhielm, f.d. kapten f. 1844, för Landskrona
- Fredrik Vilhelm Thorsson, parkföreståndare, f. 1865, för Ystad
- Knut von Geijer, borgmästare, f. 1864, för Trelleborg, Skanör med Falsterbo, Simrishamn och Ängelholm

## Hallands län
- Johannes Bengtsson i Bjärnalt, lantbrukare, f. 1844, för Halmstads och Tönnersjö härad
- Theodor Carlheim-Gyllenskiöld, kammarjunkare, f. 1835
- Gustaf Birger Hellman, agronom, f. 1859, för Årstads och Faurås tingslag
- Anders Olsson i Tyllered, lantbrukare, f. 1849, för Himle härad
- Aron Christoffer Gunnarsson i Axtorp, lantbrukare, f. 1855, för Viske och Fjäre domsaga
- Johan Edvard Alfred Ohlsson, läroverksadjunkt, f. 1850, för Halmstad
- Johan Alfred Lundgren, musikdirektör, organist, f. 1843, för Laholm, Falkenberg, Varberg och Kungsbacka

## Göteborgs och Bohus län
- Melcher Lyckholm, bryggare, f. 1856, för Askims och Sävedals härad
- Herman Teodor Andersson i Grimbo, hemmansägare, f. 1869, för Västra och Östra Hisings härad
- Johan Larsson i Presstorp, lantbrukare, f. 1853, för Inlands domsaga
- Carl Julius Ödman, sjökapten; f. 1839, för Orusts och Tjörns domsaga
- Carl Lind, hemmansägare, f. 1859, för Norrvikens domsaga
- Oscar Natanael Olsson i Heden, lantbrukare, f. 1856, för Lane och Stångenäs härad
- Carl Wallentin, handlande, f. 1856, för Tunge, Sörbygdens och Sotenäs härad
- Erik Wijk, grosshandlare, f. 1836, för Göteborg
- Ernst Carlson, f.d. professor, f. 1854, för Göteborg
- Erik Trana, justitierådsman, f. 1847
- Hjalmar Setterberg, direktör, f. 1857
- Karl Gustaf Karlsson, handlande, f. 1856, för Göteborg
- Oskar Berg, kamrerare, f. 1857, för Göteborg
- Hugo Segerdahl, stadsnotarie, f. 1853
- Knut Killander, maskindirektör, f. 1854
- Henrik Hedlund, redaktör, f. 1851
- Sixten Neiglick, borgmästare, f. 1862, för Uddevalla och Strömstad

## Älvsborgs län
- Hjalmar Hallin, disponent, f. 1859, för Marks härad
- Gustaf Odqvist, godsägare, f. 1847,  för Vedens och Bollebygds härad
- Ludvig Johansson, kontraktsprost, f. 1845, för Flundre, Väne och Bjärke domsaga
- Oskar Nylander, ingenjör, f. 1853, för Kinds härad
- Johan Johanson, lantbrukare, f. 1850, för Redvägs härad
- Elof Nilsson, lantbrukare, f. 1844, för Vätle, Ale och Kullings domsaga
- Otto Svensson, lantbrukare, f. 1857, för Ås och Gäsene domsaga
- Bengt Dahlgren, lantbrukare, f. 1836, för Nordals, Sundals och Valbo domsaga
- Johan Magnus Johansson, handlande, f. 1843, för Tössbo och Vedbo domsaga
- Lars Wilhelm Samuel Lothigius, landshövding, f. 1836, för Vänersborg och Åmål
- Pål Alfred Bengtsson, rektor, f. 1860, för Borås
- Magnus Täcklind, häradshövding, f. 1860, för Marstrand, Kungälv, Alingsås och Ulricehamn

## Skaraborgs län
- Anders Magnusson, hemmansägare, f. 1842, för Åse, Viste, Barne och Laske domsaga
- Anders Andersson i Backgården, hemmansägare, f. 1842, för Kinnefjärdings, Kinne och Kållands domsaga
- David Holmgren, f.d. kyrkoherde, f. 1846, för Skånings, Vilske och Valle domsaga
- Lars Johan Jansson, hemmansägare, f. 1840, för Gudhems och Kåkinds domsaga
- Carl Persson i Stallerhult, lantbrukare, f. 1844, för Vartofta och Frökinds domsaga
- Sten Nordström, lantbrukare, f. 1840, för Vadsbo norra domsaga
- August Johanson, hemmansägare, f. 1839, för Vadsbo södra domsaga
- Lars Brock, borgmästare i Mariestad, f. 1863, för Mariestad, Skövde och Falköping
- Henrik Edvard Collvin, f.d. stadsläkare, f. 1851, för Lidköping, Skara och Hjo

## Värmlands län
- Olof Anderson i Hasselbol, hemmansägare, f. 1842, för Ölme, Visnums och Vase härad
- Carl Jansson i Edsbäcken, hemmansägare, f. 1858, för Färnebo härad
- Gustaf Magnus Sandin, folkskollärare, hemmansägare, f. 1864, för Mellansysslets domsaga
- Karl Hultkrantz, godsägare, f. 1844, för Södersysslets domsaga
- Elof Biesèrt, ingenjör, f. 1862, för Nordmarks domsaga
- Claes Johan Berggren, hemmansägare, f. 1853, för Fryksdals domsaga
- Magnus Matsson, hemmansägare, f. 1856, för Jösse domsaga
- Gustaf Jansson, hemmansägare, f. 1839, för Älvdals och Nyeds domsaga
- Gullbrand Elowson, lektor, f. 1835, för Karlstad
- Anders Fredrik Broström, boktryckare, f. 1835, för Kristinehamn, Filipstad och Askersund

## Örebro län
- Olof Erikson, lantbrukare, f. 1844, för Edsbergs, Grimstens och Hardemo härad
- Ivan Svensson, för Kumla och Sundbo härad.
- Anders Petter Gustafsson i Sjögesta, lantbrukare, f. 1852, för Glanshammars och Örebro härad
- Folke Andersson i Helgesta, hemmansägare, f. 1829, för Askers och Sköllersta härad
- Lars Eriksson i Bäck, hemmansägare, f. 1855, för Lindes domsaga
- Gustaf Forsberg, bergsman, f. 1844, för Nora domsaga
- Göran Oskar Vilhelm Lindgren, grosshandlare, f. 1848, för Örebro (valet överklagades)

## Västmanlands län
- Johan Forssell, f. 1855, folkskollärare, för Västmanlands södra domsaga
- Adolf Janson, f. 1860, handlande, för Västmanlands västra domsaga
- Gustaf Lindgren, hemmansägare, f. 1851, för Västmanlands norra domsaga
- Leonard Lindewall, godsägare, f. 1852, Västmanlands östra domsaga.
- Viktor Larsson, järnarbetare, f. 1869, för Västerås
- Carl Johan Hammarström, hovslagare, f. 1842, för Köping, Nora, Lindesberg och Enköping
- Jakob Persson, förste rektor, f. 1839, för Arboga och Sala

## Kopparbergs län
- Daniel Persson i Tällberg, hemmansägare, f. 1850, för Leksands tingslag
- Ollas Anders Ericsson, hemmansägare, f. 1858, för Gagnefs och Rättviks tingslag
- Smeds Lars Olsson, hemmansägare, f. 1857, för Ofvan-Siljans domsaga
- Back Per Ersson, bergsman, f. 1840, för Hedemora domsaga
- Anders Hansson i Solberga, hemmansägare, f. 1839, för Falu domsagas södra tingslag
- Samuel Söderberg, nämndeman, f. 1859, för Falu domsagas norra tingslag
- Jan Petter Jansson, bergsman, f. 1854
- Johan Ström, hemmansägare, landstingsman, f. 1848, för Nås och Malungs domsaga;
- Theodor af Callerholm, häradshövding, f. 1852, för Falun, Hedemora och Säter

## Gävleborgs län
- Anders Olsson i Mårdäng, hemmansägare, f. 1851, för Gestriklands domsagas östra tingslag
- Olof Olsson, hemmansägare, f. 1862, för Gestriklands domsagas västra tingslag
- Halvar Eriksson, hemmansägare, f. 1855, för Bergsjö och Delsbo tingslag
- Per Olsson i Fläsbro, hemmansägare, f. 1864, för Enångers och Forsa tingslag
- Johan Ericsson i Vallsta, hemmansägare, f. 1852, för Västra Hälsinglands domsaga
- Jonas Johnsson, trävaruhandlare, f. 1837, för Södra Hälsinglands domsagas västra tingslag
- Magnus Sundström, folkskollärare, f. 1861, för Södra Hälsinglands domsagas östra tingslag
- Olof August Brodin, skeppsbyggmästare, f. 1840, för Gävle
- Paul Petter Waldenström, lektor, f. 1838, för Gävle
- Julius Centerwall, rektor, f. 1844, för Söderhamn

## Västernorrlands län
- Johan Nordin, folkskollärare, f. 1843, för Medelpads västra domsaga
- Svante Herman Kvarnzelius, plåtslagare, f. 1864, för Sköns tingslag
- Erik Åkerlind, predikant, f. 1864, för Njurunda, Indals och Ljustorps tingslag
- Johan Nydahl, skolföreståndare, f. 1846, för Ångermanlands södra domsaga
- Wilhelm Styrlander, polisuppsyningsman, för Ångermanlands mellersta domsaga
- Oswald Emthén, lantbrukare, f. 1853, för Ångermanlands västra domsaga
- Petrus Hörnstén, hemmansägare, f. 1862, för Nätra och Nordingrå domsaga
- Carl Öberg, hemmansägare, f. 1859, för Själevads och Arnäs domsaga
- Henrik Öhngren, v.konsul, för Härnösand och Örnsköldsvik
- August Bystedt, läroverksadjunkt, för Sundsvalls stad (invald, men avled dec. 1902)
  - ersatt av: Rudolf Ekholm, skohandlare, för Sundsvalls stad

## Jämtlands län
- Karl Karlsson i Mo, lantbrukare, f. 1867, för Jämtlands norra domsaga
- Johan Olofsson i Digernäs, nämndeman, f. 1860, Jämtlands västra domsaga
- Jöns Bromée, häradsdomare, f. 1841, för Jämtlands östra domsaga
- Sven Johan Enander, kyrkoherde, f. 1847, för Härjedalens domsaga
- Karl Starbäck, läroverksadjunkt, för Östersund och Hudiksvall

## Västerbottens län
- Adolf Wiklund, nämndeman, f. 1859, för Nordmalings och Bjurholms samt Degerfors tingslag
- Johan Andersson i Baggböle, hemmansägare, f. 1849, för Umeå tingslag
- Fredrik Burman, kronolänsman, f. 1862, Västerbottens västra domsaga
- Per Zimdahl, organist, f. 1836, för Västerbottens norra domsaga
- Nils Boström, hemmansägare, f. 1844, för Västerbottens mellersta domsaga
- Albin Ahlstrand, borgmästare, f. 1860, för Umeå, Skellefteå och Piteå

## Norrbottens län
- Pehr Svensson, hemmansägare, f. 1856, för Piteå domsaga
- Johan Erik Granlund, folkskollärare, f. 1858, för Luleå domsaga
- Harald Ström, v.konsul, f. 1836, Kalix domsaga.
- Georg Kronlund, häradshövding, f. 1860, för Torneå domsaga
- Paul Hellström, f. 1866, för Luleå och Haparanda